# Єжи Загурський

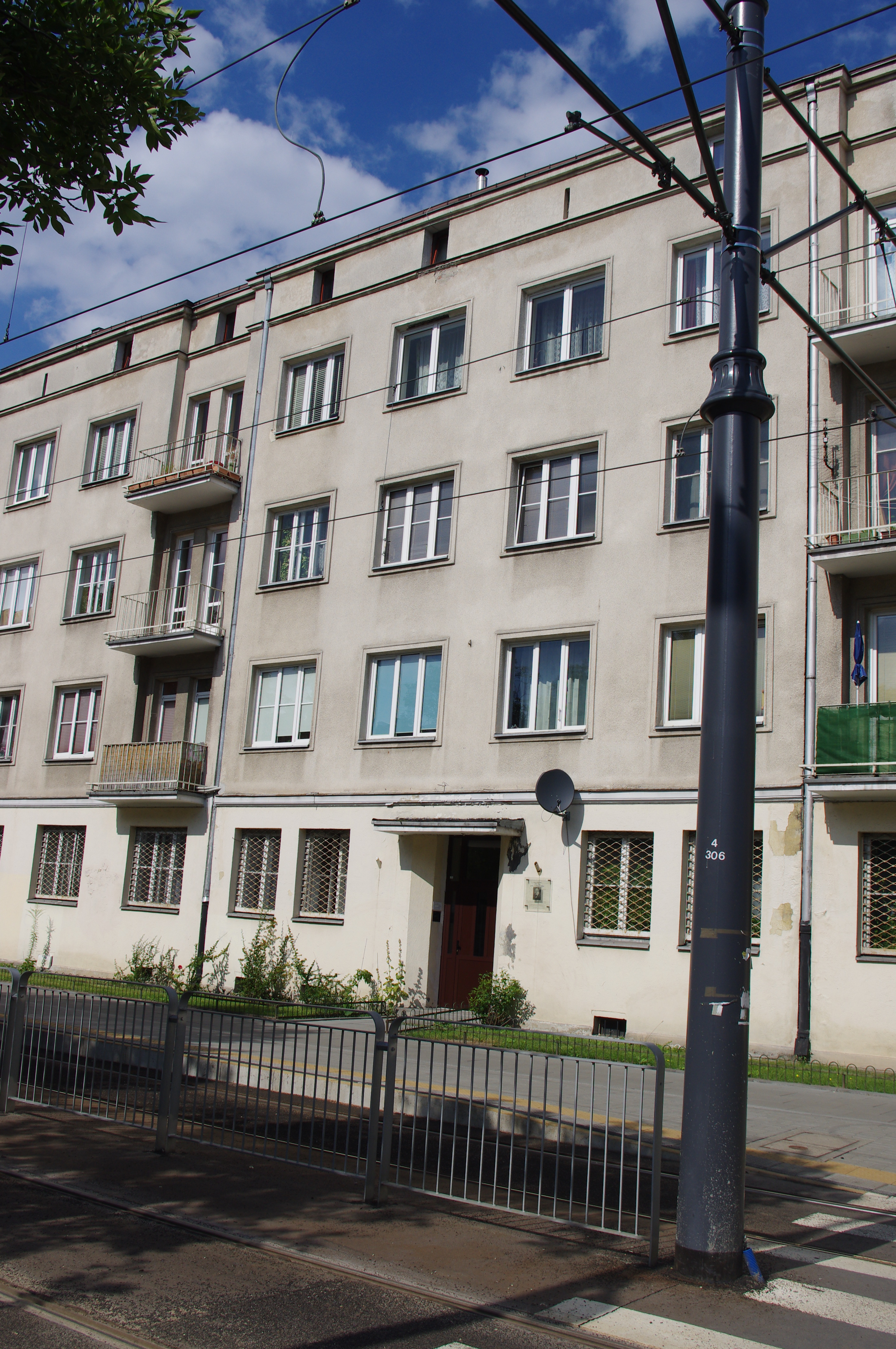
Будинок по вул. Міцкевича, 18 у Варшаві, де майже 30 років прожив поет Єжи Загурський

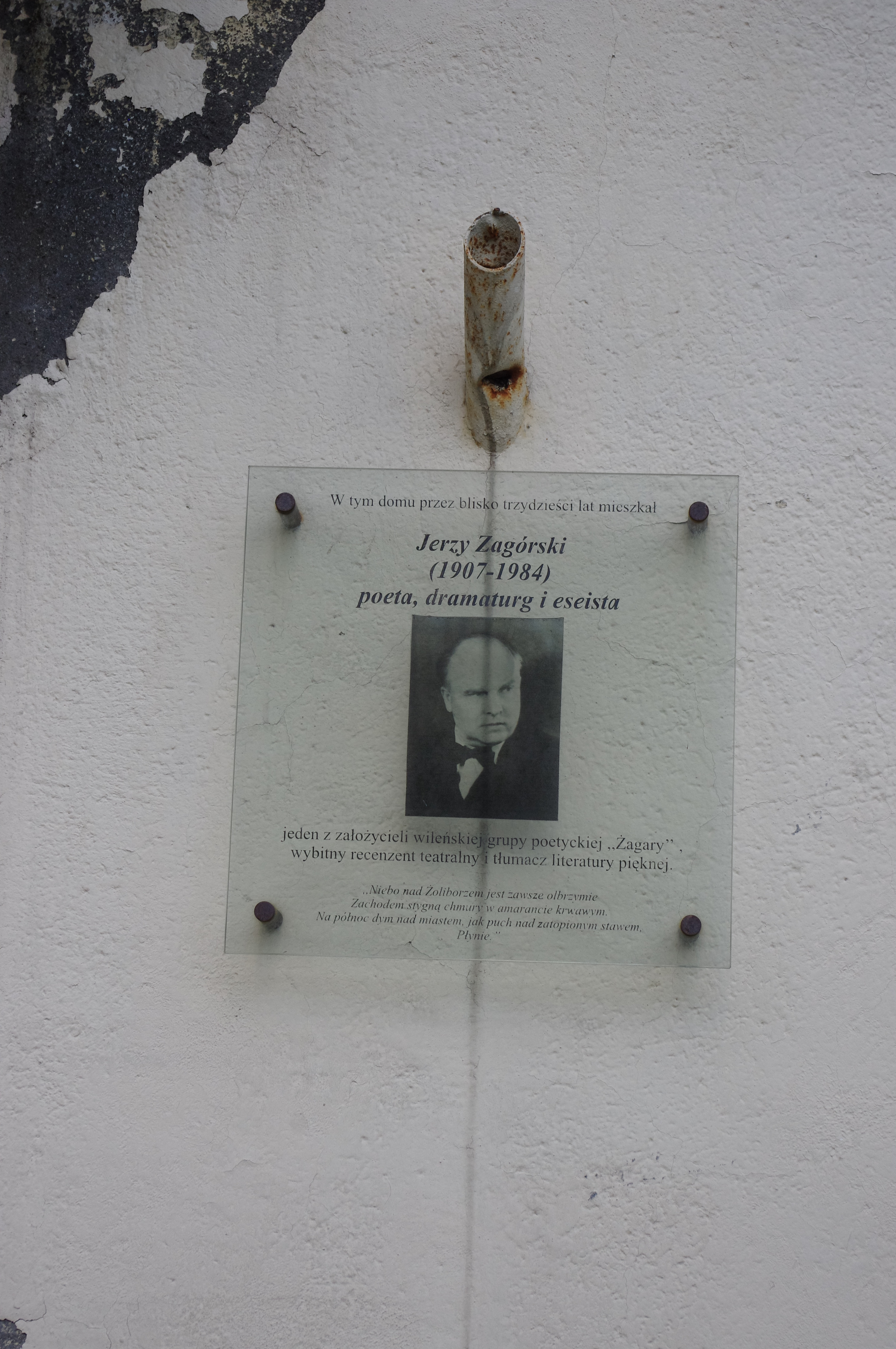
Дошка пошани Єжи Загурського на будинку по вул. Міцкевича, 18 у Варшаві, де поет прожив майже 30 років

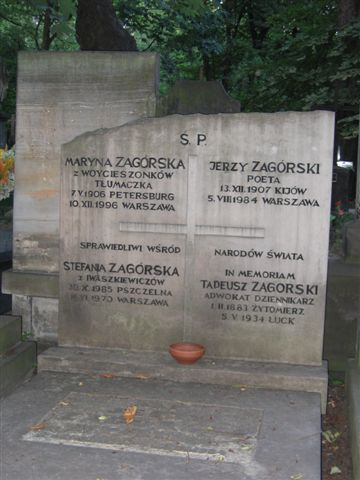
Надгробний пам'ятник Єжи та Марини Загурських на Повонзківському кладовищі у Варшаві, 8 липня 2006 року.

Єжи Загурський (польськ. Jerzy Zagórski; народився 13 грудня 1907 р. в Києві, помер 5 серпня 1984 р. у Варшаві) — польський поет, есеїст і перекладач, співзасновник групи «Żagary».

## Життєпис
Випускник гімназії імені Яна Замойського у Варшаві (1927). Здобув правову освіту. Після війни був культурним аташе польського посольства в Парижі. Співпрацював з журналами «Pion» i «Kultura Jutra». У 1953 році Єжи Загурський підписав постанову Спілки польських письменників (СПП) щодо судового процесу у Кракові. З 1957 р. проживав у Варшаві. У його довоєнній поезії, близькій до авангарду, домінує катастрофа, а в пізнішій — класицизм.
Був одружений з Мариною Загурською (1906—1996) — перекладачкою художньої літератури. Разом з нею у 1979 році удостоєні медалі «Праведники народів світу». Єжи був братом журналіста Вацлава Загурського.
Він переклав серед інших «Маскарад» М. Ю. Лермонтова та грузинську поему «Витязь у тигровій шкурі».

## Збірки віршів та ін
- 1933 — Лезо мосту
- 1934 — Прихід ворога (поема)
- 1937 — Експедиції
- 1947 — Вечір у Велішеві
- 1947 — Індія в середині Європи
- 1954 — Чоловіча пісня
- 1956 — Час польоту
- 1957 — Олімп і земля
- 1959 — Край
- 1961 — Bajka pienińska
- 1963 — Це течія
- 1963 — Білий бузок. Вірші для дружини
- 1964 — Pancerni (поема)
- 1967 — Королівство риб
- 1969 — Рикошет
- 1970 — Там, де диявол пише листи
- 1975 — Комп'ютер і дилеми

## Загурський у піснях
- 1995 — Гжегож Турнау: Тут і там